# Sattelhorn (2954 m)
Pour les articles homonymes, voir Sattelhorn (homonymie).
Le Sattelhorn est un sommet des Alpes bernoises, en Suisse, situé dans le canton du Valais, qui culmine à 2 954 m d'altitude.
Situé au sud du Rothorn, il surplombe l'extrémité sud du glacier d'Aletsch. Deux sommets homonymes sont situés à proximité, au nord-ouest : le Sattelhorn, culminant à 3 744 m, à un peu plus de 7 km, et le Sattelhorn, culminant à 3 723 m, à un peu moins de 3 km.